# دم‌بادبزنی ویسایان
دم‌بادبزنی ویسایان (نام علمی: Rhipidura albiventris) نام گونه‌ای از سرده دم‌بادبزنی است.